# Wang Mingjuan
Wang Mingjuan, née le 11 octobre 1985 dans le Hunan (République populaire de Chine), est une haltérophile dans la catégorie féminine des −48 kg.

## Biographie
Wang Mingjuan naît le 11 octobre 1985 dans le Hunan en République populaire de Chine.
Elle remporte depuis 2002 les Championnats du monde d'haltérophilie (4 fois en 2002, 2003, 2005, 2009) et depuis 2006 des Jeux asiatiques et reste ainsi invaincue pendant une décennie dans la catégorie des -48 kg.
En 2012, aux Jeux Olympiques de Londres, elle décroche la médaille d'or d'haltérophilie devant la Japonaise Hiromie Miyake (197 kg) et la Nord-Coréenne Ryang Chun-Hwa (192 kg) grâce à un totale de 205 kg.

## Palmarès
- Jeux olympiques d'été :
  - Jeux olympiques de 2012 à Londres :
    -  Médaille d'or en haltérophilie femme -48 kg[3].
- Championnats du monde :
  - Championnats du monde 2002 à Varsovie :
    -  Médaille d'or en haltérophilie femme -48 kg.

  - Championnats du monde 2003 à Vancouver :
    -  Médaille d'or en haltérophilie femme -48 kg.

  - Championnats du monde 2005 à Doha :
    -  Médaille d'or en haltérophilie femme -48 kg.

  - Championnats du monde 2009 à Goyang :
    -  Médaille d'or en haltérophilie femme -48 kg.
- Jeux asiatiques :
  - Jeux asiatiques de 2006 à Doha :
    -  Médaille d'or en haltérophilie femme -48 kg.

  - Jeux asiatiques de 2010 à Canton :
    -  Médaille d'or en haltérophilie femme -48 kg.